# Долни Главанак
Долни Главанак е село в Южна България. То се намира в община Маджарово, област Хасково.

## География
Село Долни Главанак се намира в планински район.
Намира се на 35 км от град Харманли и 55 км от град Хасково.

## Религии
Преобладаваща част от населението изповядва ислямска религия. Малка част от жителите изповядват християнска религия.
В с. Долни Главанак, църквата „Св. Димитър“ е построена през 30-те години на 20 век от местното население.

## Природни забележителности и паметници на културата
В землището на с. Долни Главанак се намира тракийско култово мегалитно съоръжение кромлех от VIII – VII век пр.н.е., открито през 1998 година. Наречен е „Българският Стоунхендж“. Най-големият менхир се намира в Карнак (Бретан) и наброява 2813 камъка, подредени в 13 реда. В България е известен един менхир, намиращ се край село Овчарово, Хасковско и друг край с. Долни Главанак. Допреди няколко години много добре запазено подобно съоръжение съществуваше и до село Старо Железаре (южно от Хисаря). Сега то е разрушено.
- Табелата на входа на селото
- Кметството на село Долни Главанак